# Kubija-tó
A Kubija-tó egy tó Észtországban, Võrumaa megyében Võru város délnyugati részén, mintegy 69,1 méteres tengerszint feletti magasságban.

## Földrajz
A 15,1 hektáron elterülő és legmélyebb pontján 5 méter mély tavat a Kubija-patak felduzzasztott vize táplálja. Vizét a Meegomäe-patak szállítja el. Átlagos mélysége 2,5 méter.

## Fordítás
Ez a szócikk részben vagy egészben  a   Kubija järv című észt Wikipédia-szócikk ezen változatának fordításán alapul.  Az eredeti cikk szerkesztőit annak laptörténete sorolja fel. Ez a jelzés csupán a megfogalmazás eredetét és a szerzői jogokat jelzi, nem szolgál a cikkben szereplő információk forrásmegjelöléseként.